# Megastigmus immaculatus
Megastigmus immaculatus är en stekelart som beskrevs av William Harris Ashmead 1905. Megastigmus immaculatus ingår i släktet Megastigmus och familjen gallglanssteklar.
Artens utbredningsområde är Filippinerna. Inga underarter finns listade i Catalogue of Life.